# 中原善左衛門
中原 善左衛門（なかはら ぜんざえもん）は、戦国時代の武将。安芸国の戦国大名である毛利氏の家臣。諱は就久。

## 生涯
詳しい出自は不明であるが、毛利元就に仕え、天文9年（1540年）の吉田郡山城の戦いでは、撤退する尼子勢の殿軍を務めた尼子久幸を討ち取ったとされる。
永禄12年（1569年）、尼子勝久や山中幸盛らの尼子再興軍が隠岐国から出雲国へ侵攻した。この時善左衛門は、小寺元武と共に尼子氏からの降将である神西元通が城将を務める伯耆国末吉城に目付として在城していたが、尼子再興軍に内通した元通によって末吉城内で暗殺された。

## リンク先
- 尼子久幸伝